# Paul Auguste Ernest Laugier
Paul Auguste Ernest Laugier, född den 22 december 1812 i Paris, död den 5 april 1872, var en fransk astronom. Han var son till kemisten André Laugier.
Laugier studerade astronomi under François Arago och erhöll därefter en post vid Parisobservatoriet. Han gjorde viktiga upptäckter vad gäller magnetism, kometer, eklipser, meteorer och solfläckar samt förbättringar av astronomiska ur. Laugier rättade tidigare felaktiga beräkningar och bestämde Parisobservatoriets exakta latitud (1853). Han publicerade en katalog över femtiotre nebulosor och en annan (1857) över 140 stjärnors deklination samt bidrog med astronomiska uppsatser till Connaissance du Temps. Laugier samarbetade länge med Arago inom den geovetenskapliga forskningwn och var under några år president i Académie des sciences. Han tilldelades Lalandepriset 1842.